# New Zealand ved sommer-OL 2020
New Zealand  deltager under Sommer-OL 2020 i Tokyo som bliver afviklet i perioden 23. juli til 8. august 2021.

## Medaljer
| 2020 Tokyo  | Guld | Sølv | Bronze | Total |
| New Zealand | 7    | 6    | 7      | 20    |

### Medaljevinderne
| New Zealand under sommer-OL 2020 i Tokyo | New Zealand under sommer-OL 2020 i Tokyo | New Zealand under sommer-OL 2020 i Tokyo | New Zealand under sommer-OL 2020 i Tokyo | New Zealand under sommer-OL 2020 i Tokyo |
| Medalje                                  | Navn | Sport                                    | Event                                    | Dato                                     |
| ---------------------------------------- | --- | ---------------------------------------- | ---------------------------------------- | ---------------------------------------- |
| Guld                                     | Kerri Gowler Grace Prendergast | Roning                                   | Toer uden styrmand                       | 29. juli                                 |
| Guld                                     | Emma Twigg | Roning                                   | Singlesculler                            | 30. juli                                 |
| Guld                                     | Tom Mackintosh Hamish Bond Tom Murray Michael Brake Dan Williamson Phillip Wilson Shaun Kirkham Matt Macdonald Sam Bosworth (cox) | Roning                                   | Otter med styrmand                       | 30. juli                                 |
| Guld                                     | New Zealand women's rugby sevens team - Michaela Blyde - Kelly Brazier - Gayle Broughton - Theresa Fitzpatrick - Stacey Fluhler - Sarah Hirini - Shiray Kaka - Tyla Nathan-Wong - Risi Pouri-Lane - Alena Saili - Ruby Tui - Tenika Willison - Portia Woodman | Syvmandsrugby                            | Women's tournament                       | 31. juli                                 |
| Guld                                     | Lisa Carrington | Kano og kajak                            | Damernes K-1 200 meter                   | 3. august                                |
| Guld                                     | Lisa Carrington Caitlin Regal | Kano og kajak                            | Damernes K-2 500 meter                   | 3. august                                |
| Guld                                     | Lisa Carrington | Kano og kajak                            | damernes K-1 500 meter                   | 5. august                                |
| Sølv                                     | Brooke Donoghue Hannah Osborne | Roning                                   | Dobbeltsculler                           | 28. juli                                 |
| Sølv                                     | New Zealands nationale rugby hold | Syvmandsrugby                            | Men's tournament                         | 28. juli                                 |
| Sølv                                     | Ella Greenslade Emma Dyke Lucy Spoors Kelsey Bevan Grace Prendergast Kerri Gowler Beth Ross Jackie Gowler Caleb Shepherd (cox) | Roning                                   | Otter med styrmand (damer)               | 30. juli                                 |
| Sølv                                     | Peter Burling Blair Tuke | Sejlsport                                | Mændenes 49er                            | 3. august                                |
| Sølv                                     | Ellesse Andrews | Cykling                                  | Damernes keirin                          | 5. august                                |
| Sølv                                     | Campbell Stewart | Cykling                                  | Mændenes omnium                          | 5. august                                |
| Bronze                                   | Hayden Wilde | Triatlon                                 | Triatlon (herrer)                        | 26. juli                                 |
| Bronze                                   | Marcus Daniell Michael Venus | Tennis                                   | herredouble                              | 30. juli                                 |
| Bronze                                   | Dylan Schmidt | Gymnastik                                | Mændenes trampolin                       | 31. juli                                 |
| Bronze                                   | Valerie Adams | Atletik                                  | Damernes kuglestød                       | 1. august                                |
| Bronze                                   | David Nyika | Boksning                                 | Mændenes sværvægt                        | 3. august                                |
| Bronze                                   | Tom Walsh | Atletik                                  | Mændenes kuglesrød                       | 5. august                                |
| Bronze                                   | Lydia Ko | Golf                                     | Damernes turnering                       | 7. august                                |